# Округ Џенеси (Њујорк)
Округ Џенеси (енгл. Genesee County) је округ у америчкој савезној држави Њујорк. По попису из 2010. године број становника је 60.079.

## Демографија
Према попису становништва из 2010. у округу је живело 60.079 становника, што је 291 (0,5%) становника мање него 2000. године.
|                   | 2010.           | 2000.           |
| Укупно            | 60 079 (100,0%) | 60 370 (100,0%) |
| Белци             | 54 990 (91,53%) | 56 799 (94,08%) |
| Хиспаноамериканци | 1 616 (2,690%)  | 904 (1,497%)    |
| Афроамериканци    | 1 612 (2,683%)  | 1 284 (2,127%)  |
| Остали            | 1 504 (2,503%)  | 1 091 (1,807%)  |
| Азијати           | 357 (0,594%)    | 292 (0,484%)    |